# П'єзометрія
П'єзометрія (рос. пьезометрия; англ. piezometry; нім. Piezometrie f) — при свердловинному видобутку корисних копалин — процес безперервної реєстрації положення рівня рідини в «непереливаючих» свердловинах з метою контролю за поведінкою пластового тиску або безпосереднього спостереження за пластовим тиском.